# 劉位坦
刘位坦（？—？），字宽夫，大兴（今属北京市）人，清代官員。
道光五年（1825年）取得贡生資格，後來以御史身份出任湖南辰州府。咸丰七年，刘位坦告病离职．藏書寄在溆浦县友人舒云槎的竹坳春雨楼中。有子刘铨福。黃彭年是他的女婿。